# Daphnopsis anomala
Daphnopsis anomala är en tibastväxtart som först beskrevs av Carl Sigismund Kunth, och fick sitt nu gällande namn av Domke. Daphnopsis anomala ingår i släktet Daphnopsis och familjen tibastväxter. Inga underarter finns listade i Catalogue of Life.